# مرتضی رستمی
مرتضی رستمی (زادهٔ ۲۸ ژانویهٔ ۱۹۸۰) تکواندوکار اهل ایران است که در مسابقات جهانی تکواندو ۲۰۰۳ مدال طلا و در مسابقات جهانی تکواندو ۲۰۰۷ مدال نقره کسب کرده‌است.